# Ouayalguin
Ne doit pas être confondu avec Ouayalgui ou Ouayalgué.
Ouayalguin est une commune rurale située dans le département de Sapouy de la province du Ziro dans la région du Centre-Ouest au Burkina Faso.